# Riu Incomati
El riu Incomati (o riu Komati) és un riu de Sud-àfrica, Eswatini i Moçambic. Fa 480 km de llargada amb una conca de 50.000 km². Descarrega 111 m³/s (metres cúbics per segon). El nom Komati deriva de inkomati (en l'idioma swati significa "vaca", ja que, com que és un curs permanent, se'l compara amb una vaca que doni sempre llet.

## Geografia
El riu neix a l'oest de Carolina, a 1.800 metres d'altitud al districte de Mpumalanga. Flueix en direcció general al nord-est i arriba a l'oceà Índic a la badia Delagoa. Hi ha una gorja a la part superior del riu. El 2001 s'hi va fer el pantà de Maguga.

## Geologia
El riu Incomati travessa el Cinturó de pedra verda de Barberton, també conegut com les muntanyes Makhonjwa. Aquest cinturó es troba a la vora oriental del crató de Kaapvaal. És ben conegut per la seva mineralització d'or i per les seves Komatiites, un tipus inusual de roca volcànica ultramàfica que porta el nom del riu Komati.